# Comalia
Comalia  es un mal crónico, no contagioso, del ganado consistente en una hidropesía. 
Es curable sobre todo en su origen. Procede de los pastos húmedos, de comer hongos, caracolillos, la hierba centella, coscojera, junquillo y apio silvestre, de beber malas aguas en las que también lo haga el ganado vacuno. Las reses comienzan por ponerse lánguidas, débiles por comer poco, a no rumiar bien y cansarse. Están pálidos el ojo y boca, aquel con lágrimas y legañas y a veces, arrojan por la nariz. Si se tira de la lana se arranca. Suele presentarse diarrea y cuando el mal está adelantado, se abulta el papo, papera, papuza o talego en la papada cuya hinchazón o bulto desaparece por la noche para volver a desarrollarse por la mañana y crecer durante el día. Se darán alimentos secos muy nutritivos, rociándolos con agua y sal; el agua se dará en pilas, artesas o cubos para echar limaduras de hierro, sal y un poco de vinagre.